# Boletina cincticornis
Boletina cincticornis är en tvåvingeart som först beskrevs av Walker 1848.  Boletina cincticornis ingår i släktet Boletina och familjen svampmyggor. Arten är reproducerande i Sverige. Inga underarter finns listade i Catalogue of Life.